# Amastus ambrosia
Amastus ambrosia là một loài bướm đêm thuộc phân họ Arctiinae, họ Erebidae.